# George Salmon
George Salmon (1819-1904) va ser un matemàtic i teòleg britànic irlandès.

## Vida i Obra
No és absolutament segur el lloc de naixement de Salmon: potser Cork o Dublín. Va ser escolaritzat a Cork fins al 1833 en què va entrar al Trinity College (Dublín) on es va graduar el 1838. Va ser nomenat fellow del College el 1841. Va ser ordenat diaca el 1844 i sacerdot de l'Església d'Irlanda el 1845. En retirar-se Charles Graves de la càtedra de matemàtiques, Salmon decideix no optar a aquesta plaça i obté la càtedra de teologia uns anys més tard. El 1888 és nomenat Provost (director) del Trinity College, càrrec que ocupa fins a la seva mort el 1904.
La seva principal àrea de recerca en matemàtiques va ser la geometria algebraica; però les obres que el van fer més conegut van ser els quatre llibres de text avançats que va escriure sobre seccions còniques A treatise on conic sections (1848), sobre corbes planes A Treatise on the Higher Plane Curves (1852), sobre àlgebra moderna Lessons Introductory to the Modern Higher Algebra (1859) i sobre geometria analítica en tres dimensions A Treatise on the Analytic Geometry of Three Dimensions (1862); tots quatre van ser molt apreciats pel seu rigor i la seva claredat.
A partir de la dècada dels anys 60s es va anar inclinant progressivament per la teologia i les seves obres posteriors versaran sobre aquest tema, abandonant totalment les matemàtiques: The reign of law, and other sermons (1873), A Historical Introduction to the Study of the Books of the New Testament (1885), The Infallibility of the Church (1888), Some Thoughts on the Textual Criticism of the New Testament (1897) i The Human Element in the Gospels (1907).